# Yrjö Ahmavaara
Arvi Yrjö Aulin-Ahmavaara plus connu sous les noms Yrjö Ahmavaara ou Arvid Aulin (né le 7 août 1929 à Oulu – mort le 7 août 2015 à Helsinki) est un mathématicien, méthodologiste, physicien théorique et professeur d'université finlandais,,.

## Biographie
Yrjö Ahmavaara entre au lycée d'Oulu en 1942 et obtient son baccalauréat en 1947.
En 1954, il soutient sa thèse en psychométrie. Par la suite, ses travaux de recherche en cybernétique ont particulièrement suscité l'intérêt en Finlande. De 1963 à 1967, Yrjö Ahmavaara est professeur de physique théorique à l'université de Turku. De 1966 à 1967, il est professeur invité de psychologie à l'université de l'Ohio aux États-Unis. De 1971 à 1992, il est professeur de  mathématiques et de méthodologie des sciences sociales à l'université de Tampere et  professeur-chercheur à l'académie de Finlande de 1971 à 1974,.
Depuis 1979, Yrjö Ahmavaara est membre de l'Académie finlandaise des sciences.